# شعب أورهوبو

شعب أورهوبو مجموعة عرقية تقطن جنوب نيجيريا بالقرب من الشمال الغربي لمنطقة دلتا النيجير.
أورهوبو هي المجموعة العرقية الرئيسية في ولاية دلتا النيجيرية وتتحدث لغة أورهوبو . 
يعيش شعب أورهوبو في منطقة تحدها خطوط العرض 6 درجات و5 درجات و15 درجة شمالًا وخطي الطول 5 درجات و40 درجة و6 درجات و25 درجة شرقًا  في ولايتي دلتا وبايلسا النيجيريتين. جيرانهم هم قبيلة إيسوكو في منطقة الجنوبية الشرقية، وإيتسيكيري وإيجو غرباً، وبيني إلى الشمال، وإيجو جنوبا وشعب أوكواني شمالي الشرقي. 
تعد مملكتا أوغيلي وأغبون أقدم الممالك في أرض أورهوبو. ويمكن إرجاع تاريخ المملكتي إلى حوالي القرن الرابع عشر.  يذكر في التقاليد الشفهية لأوغيلي أن الجد الأكبر والأب المؤسس لقبيلة أوغيلي (إوغيني) هو الابن الثاني لـ (أوغوغوا)، أمير من مملكة بنين.  وتعد مملكة أوكبي هي الأخرى واحدة من الممالك الأربع والعشرين في أرض أورهوبو.  وكانت المملكة موجودة منذ ما قبل وصول البرتغاليين في القرن الخامس عشر. وقد تأسست المملكة رسميًا في القرن السابع عشر.  ومن المعروف أن شعب أوكبي هاجروا ليؤسسوا منطقة سبيلي الحالية، ولا يزال أوروديي أوكبي يمارسون السلطة على أرض سبيلي. 
تتكون منطقة أورهوبو من غابات دائمة الخضرة والتي بها العديد من أشجار نخيل الزيت. وتغطي المنطقة شبكة من الجداول المتأثرة بتغير الفصول السنوية. يمتد موسم الأمطار عادة من أبريل إلى أكتوبر، بينما يتراوح موسم الجفاف من نوفمبر إلى مارس.

## حكومة السكان الأصليين والسياسة
يتم تنظيم حكومة أورهوبو في سياسيتين مختلفتين، أنظمة الشيخوخة وأنظمة الأثرياء.
حكومة الشيخوخة هي حكومة يديرها كبار السن في المجتمع، على أساس نظام الطبقة العمرية، بينما يحكم حكومة البلوتوقراطية الأغنياء، مع بعض ملامح حكم الشيخوخة. على الرغم من أنه ليس من الواضح أي الممالك الأقدم بين هاتين، إلا أن تطوراتهما وصلت إلى ذروتها في الأربعينيات والخمسينيات. 
يحدث هيكل حكومة أورهوبو على مستويين، المملكة والمدينة.

## موقع

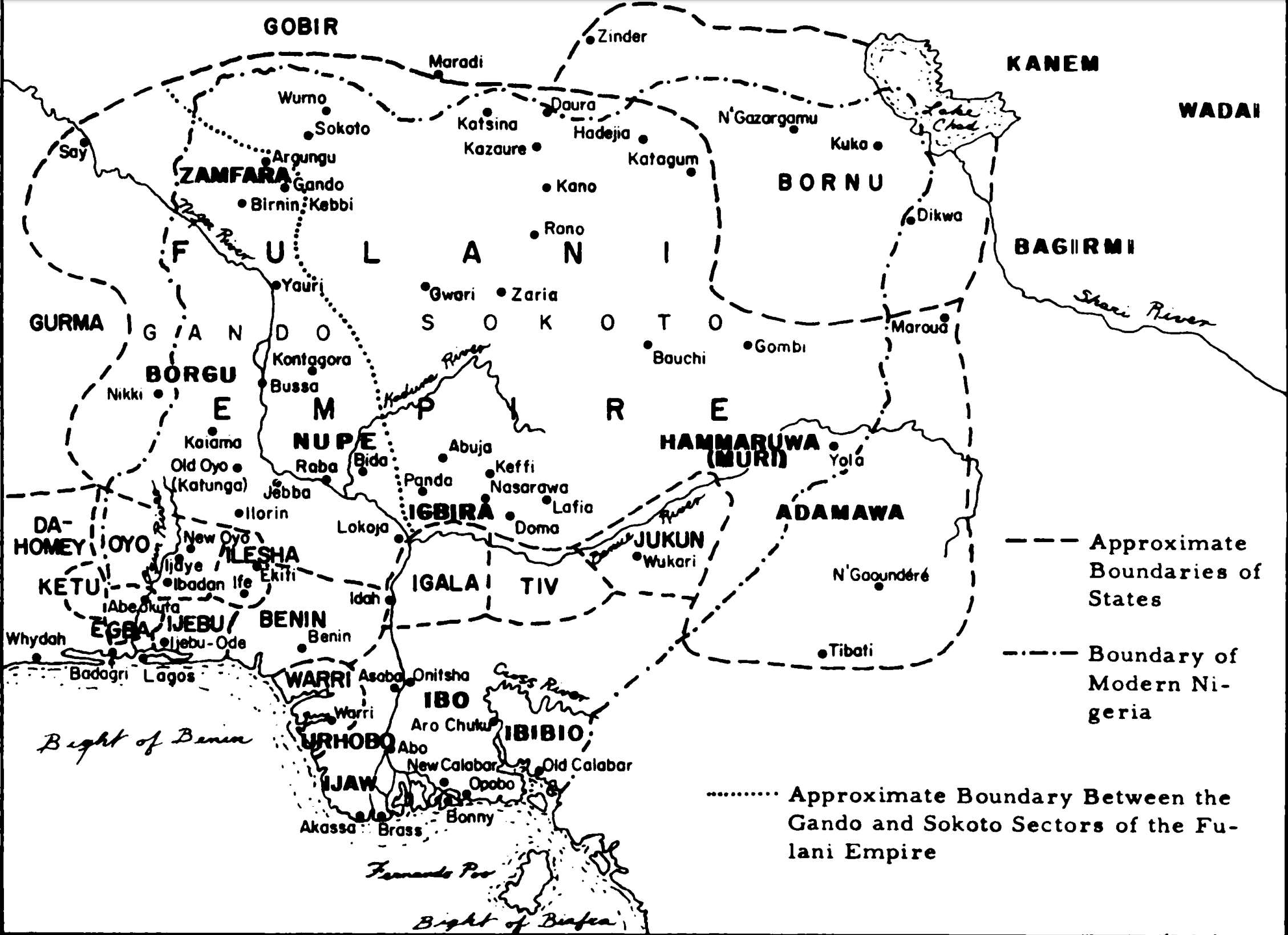
خريطة نيجيريا من القرن التاسع عشر؛ تم وضع علامة "إيروبو" على أورهوبو.

فيما يلي أسماء مناطق الحكومة المحلية التي تقع بها منازل أورهوبو التقليدية في ولايات دلتا وبايلسا وإيدو :
- إثيوبيا الشرق
- إثيوبيا الغرب
- أوكبي
- سبيلي
- أودو
- أوجيلي الشمالية
- إيسوكو
- أوجيلي الجنوب
- أوفيي
- واري الجنوب
- باتاني
- ساغباما (في ولاية بايلسا )
- إكبوبا أوخا (في ولاية إيدو )
- أورهيونمون (في ولاية إيدو ))

## ثقافة

### المهرجانات
يعيش قبيلة أورهوبو بالقرب من نهر النيجر وأحيانًا في قوارب فيه. معظم تاريخ القبيلة وأساطيرها وفلسفاتها مرتبطة بالمياه. تشمل مهرجانات القبيلة الصيد السنوي والحفلات التنكرية وصيد الأسماك ومسابقات السباحة والرقص، وأصبحت جزءًا من تراث أورهوبو . يقام مهرجان سنوي لمدة يومين يسمى أوورو في "إفريني"، في الجزء الجنوبي من منطقة أورهوبو . خلال هذا المهرجان يتم عرض روح الماء أوورو، وإرافوي، وأوغانغا. 

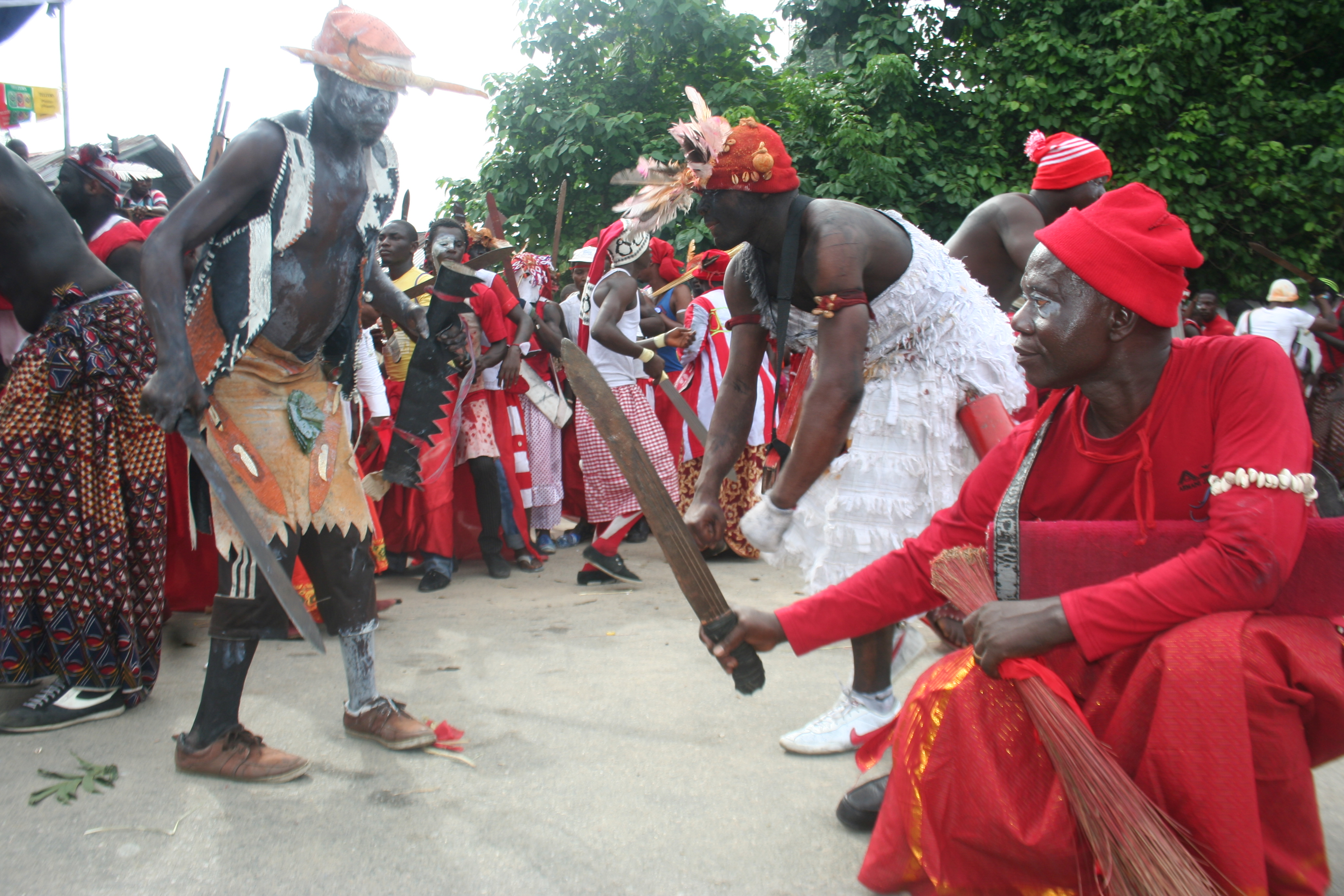
رقصة النصر لشعب أورهوبو

### زواج
يتطلب الزواج في ثقافة أورهوبو الدعاء إلى الأسلاف ( إريفوين ) وإله " أوجيني". وتتم طقوس الزواج المعروفة باسم أودي أرهوفواجي، في منزل أجداد العروس أو في بيت أقارب أب العروس.
يذهب العريس مع أقاربه وأصدقائه إلى منزل والد العروس، ويحضر معهم الهدايا من المشروبات والملح وأطعمة تقليدية مما يتطله عائلتها. تتم الموافقة الرسمية على الزواج من قبل والدي العروس، أو من يمثلهما. كما تشمل الطقوس التقليدية المتمثلة في سكب الجن، التي يحضرها العريس، تكريماً لأجداد الأب حتى يباركوا عليهم ويدعوا لهم بالصحة وثروة من الأولاد والبنات. ويمكن للزوج المطالبة باسترداد المال (مهر العروس) في حالة فشل الزواج حتى بعد إجراء هذه الطقوس. ويعتقد أن الأسلاف يشهدون الزواج، ولا يبقى في منزل الأسرة سوى الجسد المادي الذي يتم إرساله إلى الزوج في الزواج، إرهي (الروح المزدوجة). وهذا ما يفسر إعادة المرأة لتدفن في منزل عائلتها عند وفاتها.
يتم الترحيب بالعروس في بيت الزوج من قبل أكبر الأعضاء. ويتوقع منها أن تعترف بجميع علاقاتها الغرامية أثناء وبعد خطوبتها لزوجها، إن وجدت، ثم تبرأ منها. وتصبح عضوًا كاملا في عائلة زوجها بعد هذه الطقوس، ويُعتقد أنها محمية من قبل ( إريفوين ). وترمز هذه الطقوس إلى الاتفاق بين الزوجة والإريفوين.
إذا أصبحت الزوجة غير مخلصة بعد هذه الطقوس، فإنه يُعتقد أنها ستعاقب من قبل الإريفوين - وقد يكون هذا هو السبب وراء شهرة نساء أورهوبو كزوجات عفيفات. 

### تقويم أورهوبو
يتكون أورهوبو "أكبو" (الأسبوع) من أربعة أيام، بناءً على دورات أيام السوق المنظمة والعبادة الدينية والزواج والحياة المجتمعية الأخرى. الأيام الأربعة هي إيديو ، إديرو ، إدوهري وإديبي . ويعد إيديو وإدوهري يومين مقدسين للآلهة والأرواح والأجداد، وتقام معظم الأسواق في هذه الأيام. وفي إيديو، يتم تبجيل الأسلاف. كما تقام معظم الطقوس الدينية التقليدية في إدوهري.
يُعتقد أن الأرواح تنشط في الأراضي الزراعية والغابات في يومي إيديوو وإدوهر. وعلى هذا قلّ ما يعمل المزارعون في هذين اليومين حتى لا يزعجوا الروح المعنوية.
تسمى الأشهر "إيميرافوي" عند أورهوبو، وتتكون من 28 يومًا. معظم المهرجانات السنوية تجرى خلال أشهر آسا وإغوري وأوريانري وأورهيوري كونها أشهر الحصاد، وفيها يكون النشاط الزراعي في أدنى مستوياته، لذلك يكون لمعظم المزارعين الحرية في المشاركة. وهذه الأشهر تستخدم أيضًا لتكريم آلهة الأرض، وكذلك القوى الروحية التي جلبت حصادًا جيدًا. 

## طعام
كان أصل حساء بانغا المعروف باسم أمييدي من قبيلة أورهوبو. وهو حساء مصنوع من نواة النخيل. يمكن تناول هذا الحساء مع النشا المصنوع من نبات الكسافا. يتم إحضاره عن طريق التسخين والتحريك مع إضافة زيت النخيل لإعطاء النشا لونه البرتقالي والأصفر الفريد. أصبح حساء بانغا والنشا من الأطباق المفضلة على مستوى القارة. تضم الأطباق الشهية الأخرى المشهورة من قبيلة أورهوبو أوخودو (طبق اليام والموز غير الناضج المحضر إما من لحم البقر أو الدواجن أو الأسماك، ومتبل بعشب الليمون والبوتاس )، وأوغويفوري ( حساء أوغوو)، كما أن النشا ( أوسي ) لها أصول أيضًا من قبيلة أورهوبو. يتكون أوغويفيري ( حساء أوغو ) من السمك المدخن أو المجفف ولحوم الطرائد والتوابل الفريدة والبوتاس وعصير النخيل. وتشمل الأطباق الشهية الأخرى أيضاً إيريبوتو، وإريبويرهانرهي، وأوغباغبا، وأوكباريكو. 

## ديانة
الاهتمام الرئيسي في ديانة أورهوبو التقليدية هو عبادة "أوغيني" (الإله القدير)، والإله الأعلى، والاعتراف بإدجو وإرهان كإلهين. يمكن اعتبار بعض هذه الآلهة بمثابة صفات مجسدة للأوغيني. كما يعبد أورهوبو الله باستخدام أورهين (الطباشير الأبيض). إذا شعر أورهوبو بالاضطهاد من قبل شخص ما، فإنه يناشد أوغان، الذي يعتقد أنه قاض عادل، للفصل بينه وبين خصمه. أوغيني هو العامل الأساسي والمظهر لجميع الآلهة. يمكن تصنيف آلهة أورهوبو إلى أربع أصناف رئيسية، والتي ربما تتزامن مع التطور التاريخي. هذه الأصناف هي آلهة الوصي، وآلهة الحرب، وآلهة الرخاء والخصوبة، والآلهة الأخلاقية.
إريفوين، وهي عبادة الأجداد والأسلاف، عنصر مهم آخر. ويعتقد أن الموتى لا يزالون على قيد الحياة، ويُنظر إليهم على أنهم أعضاء نشطون يسهرون على شؤون أسرهم. ويؤمن أورهوبو بازدواجية الإنسان، أي أن الإنسان يتكون من كائنين: جسد مادي ( أوغبوما ) وجسد روحي ( إرهي ).
إن إله إرهي هو الذي يقدّر مصير الإنسان ويسيطر في الإدراك الذاتي لمصير الإنسان قبل أن يتجسد في العالم. يتحكم الإرهي أيضًا في الرفاهية العامة "أوفوما" للرجل. إن أوغيني هو مثل الملك الذي وضع ختمه على طريق القدر.
في عالم الروح (إريفوين)، تتم الموافقة على مصير الإنسان وختمه. في الرحلة الأخيرة للإرهي ، بعد الانتقال، يعتقد أورهوبو أن الجسم المادي يتحلل بينما الإرهي غير قابل للتدمير، وينضم إلى الأسلاف في إريفوين. تهدف طقوس الدفن المتقنة والرمزية إلى إعداد الراحل إرهي من أجل الاتحاد السعيد مع الأسلاف.
بالرغم من هذا النظام العقائدي القديم، فإن تأثير الحضارة الغربية والمسيحية أصبح بسرعة دينًا مقبولاً في معظم مجتمعات أورهوبو. وأصبح العديد منهم ينتمون إلى الطوائف الكاثوليكية والإنجيلية الجديدة. 
تُمارس عرافة إيفا، على غرار يوروبا إيفا والتي تمارسها العديد من المجموعات العرقية في غرب إفريقيا، باستخدام سلاسل من البقر . هناك 1,261 آلهة، بما في ذلك إله العاصفة عزيزَا الذي يحمل المرآة بيد واحدة وساق واحدة. 

## مشاهير

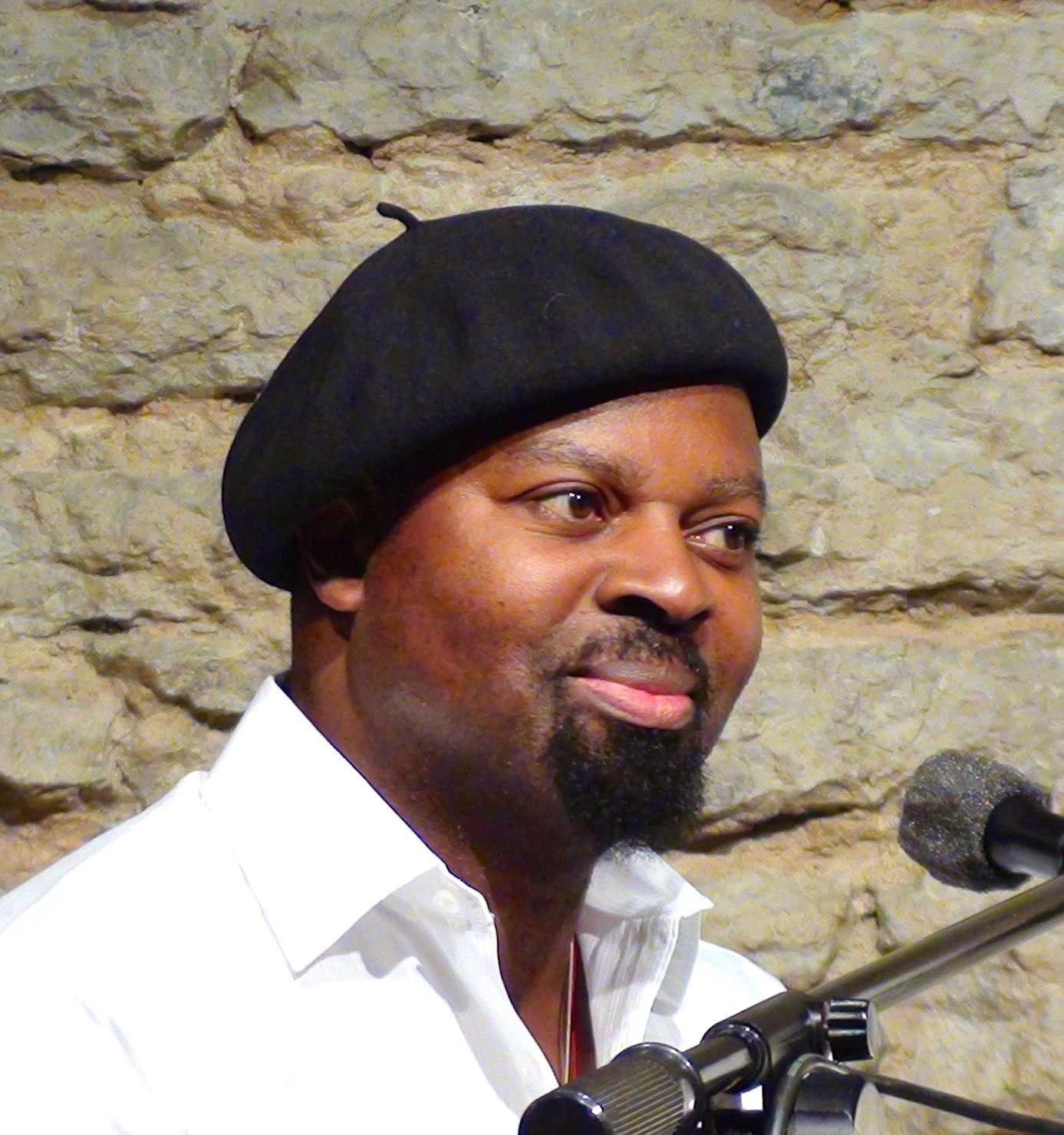
المؤلف بن أوكري

فيما يلي أسماء المشاهير من قبيلة أورهوبو:
- يوفوما ماكديرموت، ممثلة وعارضة أزياء نيجيرية [22]
- يوفووما أونوبراكبيا فنان نيجيري [23] </link>
- فريد أغوغو بروم ، عضو مجلس الشيوخ ورجل الصناعة [24]
- ريتشارد موفي داميجو، ممثل وسياسي [25]
- هاريس إيغاغا، جندي محترف ودبلوماسي [26]
- إم جي إيجايفي، قومي أورهوبو، أول سيناتور جمهوري وأول مدير لكلية أورهوبو [27]
- ديفيد إيجور، متقاعد من الجيش النيجيري وحاكم المنطقة الغربية الوسطى البائدة الآن [28]
- بي بينارد، ممثل كوميدي
- جوستوس إيسيري، ممثل [29]
- فيليكس إبرو، مهندس معماري وسيناتور وحاكم نيجيري [30]
- مايكل إبرو، رائد الصناعة النيجيري [31] [32]
- أكبومودياجو أوديجي، كبير المحامين والمسؤول في نيجيريا [33] [34]
- تانور أوجايدي، شاعر وكاتب [35]
- بليسينج أوكاجباري، الحائزة على الميدالية الفضية في IAAC والميدالية البرونزية الأولمبية [36]
- إيزيدور أوكبيهو، عالم وروائي [37]
- بن أوكري، شاعر وروائي [38]
- بروس أونوبراكبيا، فنان تشكيلي ونحات ورسام [39] [40]
- غمالائيل أونوسود، إداري وسياسي [41]
- إيغو سانومي، رجل أعمال [42] [43]
- أونيجو أوتيت، أستاذ علم الاجتماع (متقاعد) [44]
- جيمس إيبوري، الحاكم السابق لولاية الدلتا (1999-2007) [45]
- أديغو إرهيواري إيفيراكيا، سياسي نيجيري [46]
- أكبور بيوس إويريدو، سياسي نيجيري [47]
- أوفي أومو-أجي نائب رئيس مجلس الشيوخ في جمهورية نيجيريا الاتحادية [48]
- فيجيرو أوكيوماه لاعب كرة قدم أمريكي [49]
- إيجوسيف، ممثل كوميدي [50]
- شريف أوبوريفوري، حاكم ولاية الدلتا [51]